# Jan Gaber
Jan Gaber (Haber), ros. Иван Иванович Габер (ur. 20 listopada?/3 grudnia 1903 w m. Opoczka k/Pskowa, zm. 18 września 1990) – Polak, pułkownik Armii Czerwonej, inżynier, generał brygady ludowego Wojska Polskiego.

## Życiorys
Syn Jana. Skończył szkołę średnią. Od 1920 roku pełnił służbę w Armii Czerwonej. W latach 1920–21 walczył w wojnie domowej na froncie południowym. W 1924 roku ukończył Oficerską Szkołę Wojsk Inżynieryjnych w Moskwie, po czym dowódca plutonu, kompanii, szef saperów pułku, dowódca batalionu saperów. W latach 1932–1936 studiował na Fakultecie Inżynieryjno-Dowódczym Wojskowej Akademii Inżynieryjnej im. Waleriana Kujbyszewa w Moskwie. Po akademii pełnił służbę na stanowiskach liniowych – dowódca pułku saperów. Po wybuchu wojny sowiecko-niemieckiej walczył na Froncie Południowo-Zachodnim i Froncie Stalingradzkim. W lipcu i sierpniu 1942 roku dowodził 21 Brygadą Saperów, od listopada 1942 roku do sierpnia 1944 roku – 14 Nowogrodzko–Siewierską Brygadą Inżynieryjno Saperską w składzie 1 Frontu Białoruskiego. 2 września 1943 roku został ciężko ranny pod Nowogrodem Siewierskim.
We wrześniu 1944 roku został odkomenderowany do Wojska Polskiego, w stopniu pułkownika, na stanowisko szefa Wojsk Inżynieryjno-Saperskich 2 Armii. Zorganizował wojska inżynieryjne 2 Armii i przeszedł z nimi w walkach cały szlak bojowy 1945. Po wojnie szef saperów 2 Armii WP, później szef Wydziału Inżynieryjnego w Dowództwie Poznańskiego Okręgu Wojskowego. 14 grudnia 1945 roku Krajowa Rada Narodowa mianowała go generałem brygady. Od stycznia 1946 roku do października 1947 roku był komendantem Oficerskiej Szkoły Inżynieryjno-Saperskiej we Wrocławiu. Krótko w 1947 roku w Okręgu Wojskowym Nr II. 6 listopada 1947 roku na własną prośbę powrócił do ZSRR. Do 1958 roku kontynuował służbę w Armii Radzieckiej na stanowiskach: zastępcy szefa Wojsk Inżynieryjnych Przykarpackiego Okręgu Wojskowego i szefa Wojsk Inżynieryjnych Woroneskiego Okręgu Wojskowego.
Był głównym organizatorem rozminowania terytorium kraju w pasie nad Odrą i Nysą Łużycką.

## Ordery i odznaczenia
- Order Virtuti Militari V klasy (1945)
- Order Krzyża Grunwaldu III klasy (1945)
- Krzyż Oficerski Orderu Odrodzenia Polski (1945)
- Złoty Krzyż Zasługi (1946)
- Order Czerwonego Sztandaru
- Order Suworowa II klasy
- Order Czerwonej Gwiazdy